# Schwarzer Bach / Sellenbach
Das Naturschutzgebiet Schwarzer Bach / Sellenbach liegt auf dem Gebiet der Gemeinde Extertal im nordrhein-westfälischen Kreis Lippe in Deutschland.

## Lage
Das Gebiet liegt im westlichen Bereich der Gemeinde Extertal und erstreckt sich nördlich und nordwestlich des Extertaler Ortsteils Asmissen entlang des Schwarzen Baches und des Sellenbaches, eines linken Nebenflusses der Exter. Am westlichen Rand des Gebietes verläuft die Kreisstraße 46, am südwestlichen Rand die Landesstraße 963 und östlich die L 758.

## Bedeutung
Das etwa 192,6 Hektar große Gebiet mit der Schlüssel-Nummer LIP-079 steht seit dem Jahr 2007 unter Naturschutz.